# Литсдејл (Пенсилванија)
Литсдејл (енгл. Leetsdale) град је у америчкој савезној држави Пенсилванија.

## Демографија
По попису из 2010. године број становника је 1.218, што је 14 (-1,1%) становника мање него 2000. године.
| Група             | 2000.         | 2010.         |
| Белци             | 1.094 (88,8%) | 1.036 (85,1%) |
| Афроамериканци    | 90 (7,3%)     | 93 (7,6%)     |
| Азијати           | 0 (0,0%)      | 18 (1,5%)     |
| Хиспаноамериканци | 20 (1,6%)     | 28 (2,3%)     |
| Укупно            | 1.232         | 1.218         |